# Red Mack
Pour les articles homonymes, voir Mack.
(en) Statistiques sur pro-football-reference
William Richard Mack (né le 19 juin 1937 à Oconto et mort le 8 avril 2021 à South Bend) est un joueur américain de football américain. Il remporte le tout premier Super Bowl.

## Carrière

### Université
Red Mack évolue avec l'université Notre Dame, défendant les couleurs du Fighting Irish pendant plusieurs saisons.

### Professionnel
Red Mack est sélectionné au dixième tour de la draft 1961 de la NFL par les Steelers de Pittsburgh et s'engage avec cette franchise malgré sa sélection également à la draft de l'American Football League par les Bills de Buffalo au vingt-et-unième tour. Pendant deux saisons, Mack est remplaçant au sein des Steelers avant d'occuper le poste de tight end titulaire en 1963 pendant quelques rencontres. En 1964, il signe avec les Eagles de Philadelphie où il ne reste qu'une saison avant de revenir faire une courte pige à Pittsburgh en 1965.
Les Falcons d'Atlanta font leurs grands débuts en 1966 et Mack enfile le maillot de la nouvelle franchise de Géorgie. Toutefois, il ne fait qu'un seul match avant d'être libéré. Aux prises avec des soucis d'effectif après la blessure de Bob Long, les Packers de Green Bay le font signer après une proposition de l'adjoint Bob Schnelker, ayant connu le joueur en 1961 avec les Steelers. L'ancien étudiant de Notre Dame termine l'exercice avec Green Bay et remporte le Super Bowl I. Il est libéré l'année suivante.